# Classe ATC N01
La classe ATC N01, dénommée « Anesthésiques », est un sous-groupe thérapeutique de la classification anatomique, thérapeutique et chimique, développée par l'OMS pour classer les médicaments et autres produits médicaux. La classe ATC vétérinaire correspondante dans la classification ATCvet est QN01. Le sous-groupe présenté ici est celui établi par l'OMS, et peut donc différer des versions dérivées utilisées dans certains pays. Il fait partie du groupe anatomique N de la classification, intitulé « Système nerveux ».

## N01AAnesthésiquesgénéraux

### N01AAÉthers
N01AA01 Éther diéthylique
N01AA02 Vinyl éther

### N01ABhydrocarbureshalogénés
N01AB01 Halothane
N01AB02 Chloroforme
N01AB04 Enflurane
N01AB05 Trichloréthylène
N01AB06 Isoflurane
N01AB07 Desflurane
N01AB08 Sévoflurane

### N01AFBarbituriquesseuls
N01AF01 Méthohexital
N01AF02 Hexobarbital
N01AF03 Thiopental
QN01AF90 Thiamylal

### N01AG Barbituriques en association avec d'autres médicaments
N01AG01 Narcobarbital

### N01AH Anesthésiquesopiacés
N01AH01 Fentanyl
N01AH02 Alfentanil
N01AH03 Sufentanil
N01AH04 Phénopéridine
N01AH05 Aniléridine
N01AH06 Rémifentanil
N01AH51 Fentanyl, associations

### N01AX Autres anesthésiques généraux
N01AX03 Kétamine
N01AX04 Propanidide
N01AX05 Alfaxalone
N01AX07 Étomidate
N01AX10 Propofol
N01AX11 Acide hydroxybutyrique
N01AX13 Oxyde nitreux
N01AX14 Eskétamine
N01AX15 Xénon
N01AX63 Oxyde nitreux, associations
QN01AX91 Azapérone
QN01AX92 Benzocaïne
QN01AX93 Mésilate de tricaïne
QN01AX94 Isoeugénol
QN01AX99 Autres anesthésiques généraux, associations

## N01B Anesthésiques locaux

### N01BAEstersde l'acide aminobenzoïque
N01BA01 Métabutéthamine
N01BA02 Procaïne
N01BA03 Tétracaïne
N01BA04 Chloroprocaïne
N01BA05 Benzocaïne
N01BA52 Procaïne, associations
N01BA53 Tétracaïne, associations

### N01BBAmides
N01BB01 Bupivacaïne
N01BB02 Lidocaïne
N01BB03 Mépivacaïne
N01BB04 Prilocaïne
N01BB05 Butanilicaïne
N01BB06 Cinchocaïne
N01BB07 Étidocaïne
N01BB08 Articaïne
N01BB09 Ropivacaïne
N01BB10 Lévobupivacaïne
N01BB20 Associations
N01BB51 Bupivacaïne, associations
N01BB52 Lidocaïne, associations
N01BB53 Mépivacaïne, associations
N01BB54 Prilocaïne, associations
N01BB57 Étidocaïne, associations
N01BB58 Articaïne, associations

### N01BC Esters de l'acide benzoïque
N01BC01 Cocaïne

### N01BX Autres anesthésiques locaux
N01BX01 Chlorure d'éthyle
N01BX02 Dyclonine (en)
N01BX03 Phénol
N01BX04 Capsaïcine